# Ulugbegova medresa
Ulugbegova medresa (Ulugʻbek madrasasi) je medresa (islamska šola) v zgodovinskem središču Samarkanda, ki je na Unescovem seznamu svetovne dediščine v Uzbekistanu. Skupaj z drugimi spomeniki tvori monumentalni ansambel Registana, starega srca mesta. Zgradil jo je med letoma 1417 in 1421 takratni timuridski guverner Samarkanda, Ulug Beg, Timurjev vnuk in ugleden astronom, ki je bil kasneje med letoma 1447 in 1449 cesar.
Medresa je bila pomembno učno središče Timuridskega cesarstva, kjer so poučevali nekatere najizjemnejše učenjake svojega časa, tako verske kot posvetne. Je najstarejša stavba v Registanu, edina iz 15. stoletja in edina ohranjena iz širšega arhitekturnega ansambla, ki je vključeval več mošej, karavanserajev, bazar in kanako (gostilno sufijev). Na mestu slednje je trenutno medresa Šerdor, ki stoji pred Ulugbegovo medreso.

## Zgodovina in kontekst
Medresa je eden od več spomenikov, ki jih je v Samarkandu postavil Ulug Beg, velik zagovornik poučevanja, kulture in znanosti v mestu, ki je bilo glavno mesto cesarstva, ki ga je ustanovil njegov dedek Timur Lenk. Slednji je cesarstvu vladal praktično neodvisno od leta 1409, medtem ko je njegov oče, Šahrukh, poveljeval Timuridskemu cesarstvu iz Herata, kamor je prenesel glavno mesto. Ulug Beg je bil sam učenjak in znanstvenik, ki je izstopal predvsem na področju astronomije, znane predvsem po svojih zelo natančnih zvezdnih zemljevidih, čeprav so bili izdelani brez uporabe teleskopov.
Čeprav je medreso običajno predstaviti kot univerzo, nekateri avtorji, zlasti Pierre Chuvin, ugotavljajo, da je morda pretirano, če jo smatramo za pravo univerzo, podobno tistim, ki obstajajo danes, saj je bil pouk, ki se je tam izvajal, zelo povezan z islamom. To je bilo poleg tega skladno z načinom, kako je njen ustanovitelj dojemal učenje: kljub svojemu znanstvenemu vidiku je bil Ulugh Beg zelo pobožen musliman, ki je učenje imel za dejanje spoštovanja do stvarstva Alaha, zato je anakronizem, če ga obravnavamo kot privrženca racionalizma.
Očitno je, kako so se svetovni nazor in interesi Ulug Bega odražali v projektu medrese. Na primer, njeni dekorativni elementi v celoti spoštujejo islamsko prepoved upodabljanja živih bitij, pri čemer se uporabljajo predvsem geometrijski in kaligrafski motivi, kot je običajno v večini islamskih verskih stavb. Kljub temu je bila na fasadi sprejeta precejšnja svoboda. Ta je okrašena z mozaik elementi, ki tvorijo osupljiv niz 'ozvezdij', kar lahko razlagamo kot sklicevanje na strast ustanovitelja medrese do astronomije. Pravzaprav je znano, da je bil del stavbe nekaj časa uporabljen kot astronomski observatorij, preden je bila zgrajena stavba, zasnovana posebej za ta namen – Ulugbegov observatorij, od katerega je danes ostalo zelo malo, ker so ga leta 1449, kmalu po Ulugbegovi smrti, uničili verski fanatiki. Poleg samarkandske medrese, kjer je bil učitelj, je Ulug Beg ustanovil še dve, obe znani po njegovem imenu; eno v Buhari in drugo v G'ijduvonu, čeprav nekateri avtorji menijo, da ju je zgradil eden od njegovih sinov, Abdal.
Glede na podobnosti med tremi medresami, poimenovanimi po princu-astronomu, glede na tloris in višino, so morda vse imele istega arhitekta. Ime arhitekta buharske medrese je znano – Ismail b. Tahir b. Mahmad Isfahani – ki je morda potomec enega od mojstrov gradbenikov in obrtnikov, ki so jih ujeli timurski vojaki v Isfahanu v Iranu in so bili prisiljeni ostati na timurskem srednjeazijskem ozemlju.

## Arhitektura
Stavba ima pravokoten tloris, dimenzije 56 x 81 metrov, z minaretom, visokim 33 metrov na vsakem od štirih vogalov. Vsaka stran je sestavljena iz blokov z dvema nadstropjema, ki obdajajo notranje dvorišče. Vhod tvorijo trije zaporedni [[ivan (mošeja)|ivani]g. Zunanji ivan, obrnjen proti trgu Registan, ima ogromen 10 metrov visok pištak (ivan - dvakrat višji od preostale stavbe) in zavzema dve tretjini stranice medrese. Na njem je napis v kufščini, ki se glasi: »Ta veličastna fasada ima dvakrat večjo višino kot nebo in ima tako težo, da se vrtenje Zemlje upočasni«. Ob zunanjem ivanu je še en, manjši, ki omogoča dostop do tretjega, obrnjenega proti notranjemu dvorišču.
Notranje dvorišče, ki meri 30 x 40 metrov, je obdano z galerijo z dvema nadstropjema, z vhodi v petdeset hudžr (študentskih stanovanjskih celic). V središču vsake dvoriščne galerije je ivan. Zahodna stran omogoča dostop do dolge in ozke mošeje, ki je na zadnji strani medrese, kjer je na ogled več eksponatov, in sicer dokumenti in evropski gravuri iz 17. stoletja. Ena od gravur prikazuje Ulug Bega z zelo evropskim videzom. V vsakem kotu dvorišča je darskhana (čitalnica ali učilnica), pokrita s kupolo. Te sobe obdajajo mošejsko sobo na zahodu in glavni ivan na vzhodu. Postavitev učilnic v kotih so sprejele skoraj vse poznejše medrese v Srednji Aziji, čeprav je v novejših medresah običajno, da mošeja zaseda enega od vogalov in ne zadnji del.
Vse zunanje površine so prekrite z raznoliko dekorativno shemo, izvedeno z uporabo hazarbafa, azulejo, ročajev, fajanse, mozaikov in majolike. Obloge in okvirji so izdelani iz marmorja. Dekorativni motivi so večinoma geometrijski girih vzorci, prisotni pa so tudi cvetlični motivi in napisi v kufščini. Rumeno-rjava podlaga poudarja zelene, rumene, turkizne ter svetlo in temno modre glazure. V pištaku glavnega vhoda paleta modrih zvezd v dekoraciji prikazuje Ulugbegovo strast do astronomije.